# Division 1 Féminine 2006-2007
La Division 1 Féminine 2006-2007 è stata la 33ª edizione della massima divisione del campionato francese femminile di calcio organizzato dalla federazione calcistica della Francia (Fédération Française de Football - FFF). Il campionato, iniziato il 2 settembre 2006 e concluso il 10 giugno 2007, ha visto l'Olympique Lione aggiudicarsi il suo primo titolo di Campione di Francia di categoria. Capocannoniere del torneo è stata la francese Sandrine Brétigny (Olympique Lione) con 42 reti realizzate.

## Stagione

### Novità
Dalla Division 1 Féminine 2005-2006 sono stati retrocessi in Division 2 Féminine il Saint-Memmie Olympique e il Vendenheim.
Dalla Division 2 Féminine sono stati promossi il Condéen e lo Stade Briochin.

### Formato
Le 12 squadre si affrontano in un girone all'italiana con partite di andata e ritorno, per un totale di 22 giornate. La squadra prima classificata è campione di Francia, mentre le ultime due classificate retrocedono in Division 2. La squadra vincitrice del campionato è ammessa alla UEFA Women's Cup 2007-2008 direttamente dai sedicesimi di finale.

## Squadre partecipanti
| Club                | Città                      | Stadio                  | Stagione 2006-2007      |
| ------------------- | -------------------------- | ----------------------- | ----------------------- |
| CNFE Clairefontaine | Clairefontaine-en-Yvelines | Stadio Pierre Pibarot   | 5º posto in Division 1  |
| Compiègne           | Compiègne                  | Stadio de Mercières     | 9º posto in Division 1  |
| Condéen             | Condé-sur-Noireau          | Stadio Robert Gossart   | 1º posto in Division 2  |
| Hénin-Beaumont      | Hénin-Beaumont             | Stadio Raymonde Delabre | 7º posto in Division 1  |
| FCF Juvisy          | Juvisy-sur-Orge            | Stadio Georges Maquin   | Campione di Francia     |
| La Roche-sur-Yon    | La Roche-sur-Yon           | Stadio de Saint André   | 10º posto in Division 1 |
| Montpellier         | Montpellier                | Stadio Joseph Blanc     | 2º posto in Division 1  |
| Olympique Lione     | Lione                      | Stade de Gerland        | 3º posto in Division 1  |
| Paris Saint-Germain | Parigi                     | Stadio George-Lefèvre   | 8º posto in Division 1  |
| Soyaux              | Soyaux                     | Stadio Léo Lagrange     | 6º posto in Division 1  |
| Stade Briochin      | Saint-Brieuc               | Stadio Fred Aubert      | 2º posto in Division 2  |
| Tolosa              | Tolosa                     | Stadio de la Ramée      | 4º posto in Division 1  |

## Classifica finale
|  | Pos. | Squadra             | Pt | G  | V  | N | P  | GF  | GS | DR   |
|  | ---- | ------------------- | -- | -- | -- | - | -- | --- | -- | ---- |
|  | 1.   | Olympique Lione     | 83 | 22 | 20 | 1 | 1  | 116 | 9  | +107 |
|  | 2.   | Montpellier         | 76 | 22 | 17 | 3 | 2  | 64  | 12 | +52  |
|  | 3.   | FCF Juvisy          | 75 | 22 | 17 | 2 | 3  | 54  | 18 | +36  |
|  | 4.   | Soyaux              | 60 | 22 | 11 | 5 | 6  | 30  | 28 | +2   |
|  | 5.   | CNFE Clairefontaine | 52 | 22 | 9  | 3 | 10 | 43  | 43 | 0    |
|  | 6.   | Stade Briochin      | 49 | 22 | 8  | 3 | 11 | 27  | 47 | -20  |
|  | 7.   | Paris Saint-Germain | 48 | 22 | 6  | 8 | 8  | 37  | 33 | +4   |
|  | 8.   | Tolosa              | 46 | 22 | 7  | 3 | 12 | 30  | 41 | -11  |
|  | 9.   | La Roche-sur-Yon    | 41 | 22 | 6  | 1 | 15 | 15  | 51 | -36  |
|  | 10.  | Hénin-Beaumont      | 40 | 22 | 5  | 3 | 14 | 31  | 81 | -50  |
|  | 11.  | Compiègne           | 38 | 22 | 5  | 1 | 16 | 31  | 71 | -40  |
|  | 12.  | Condéen             | 35 | 22 | 4  | 1 | 17 | 32  | 76 | -44  |

Legenda:
      Campione di Francia e ammessa alla UEFA Women's Cup 2007-2008.
      Retrocesse in Division 2.
Note:
Quattro punti a vittoria, due a pareggio, uno a sconfitta.
Il CNFE Clairefontaine si è ritirato al termine del campionato.

## Risultati

### Tabellone
|                     | Cla  | Com  | Con  | Hén  | Juv  | RsY  | Mon  | Oly  | PSG  | Soy  | StB  | Tol  |
| ------------------- | ---- | ---- | ---- | ---- | ---- | ---- | ---- | ---- | ---- | ---- | ---- | ---- |
| CNFE Clairefontaine | –––– | 2-1  | 0-1  | 5-2  | 1-4  | 4-0  | 0-3  | 0-7  | 2-2  | 1-3  | 1-2  | 1-3  |
| Compiègne           | 2-5  | –––– | 1-4  | 5-2  | 1-3  | 0-0  | 0-5  | 0-8  | 3-0  | 0-1  | 1-0  | 7-1  |
| Condéen             | 0-5  | 3-4  | –––– | 5-1  | 3-5  | 1-0  | 0-4  | 1-8  | 1-1  | 1-4  | 2-5  | 2-4  |
| Hénin-Beaumont      | 3-3  | 5-1  | 3-2  | –––– | 0-4  | 2-3  | 0-4  | 0-9  | 1-1  | 2-3  | 1-0  | 1-7  |
| Juvisy              | 2-0  | 1-0  | 7-1  | 3-0  | –––– | 5-0  | 0-3  | 1-2  | 1-0  | 0-1  | 2-0  | 2-0  |
| La Roche-sur-Yon    | 2-3  | 3-2  | 2-0  | 1-0  | 0-2  | –––– | 0-4  | 0-2  | 1-0  | 0-1  | 2-1  | 0-2  |
| Montpellier         | 2-0  | 3-1  | 3-0  | 8-0  | 1-2  | 2-0  | –––– | 0-3  | 1-1  | 2-1  | 5-0  | 0-0  |
| Olympique Lione     | 1-0  | 11-0 | 7-1  | 6-1  | 0-1  | 7-0  | 1-1  | –––– | 4-1  | 6-0  | 13-1 | 8-0  |
| Paris SG            | 0-4  | 3-1  | 4-3  | 8-1  | 2-2  | 7-0  | 1-2  | 1-2  | –––– | 0-0  | 1-2  | 1-0  |
| Soyaux              | 1-1  | 2-1  | 4-0  | 1-3  | 1-4  | 2-0  | 0-3  | 0-3  | 1-1  | –––– | 2-0  | 2-0  |
| Stade Briochin      | 1-3  | 6-0  | 1-0  | 2-2  | 0-1  | 2-1  | 0-5  | 0-4  | 1-1  | 0-0  | –––– | 2-0  |
| Tolosa              | 1-2  | 3-0  | 3-1  | 0-1  | 2-2  | 2-0  | 2-3  | 0-4  | 0-1  | 0-0  | 0-1  | –––– |

## Statistiche

### Classifica marcatrici
Tratta dal sito footofeminin.fr
| Gol |  |  | Giocatore           | Squadra             |
| --- |  |  | ------------------- | ------------------- |
| 42  |  |  | Sandrine Brétigny   | Olympique Lione     |
| 26  |  |  | Hoda Lattaf         | Olympique Lione     |
| 17  |  |  | Camille Abily       | Olympique Lione     |
| 16  |  |  | Laëtitia Tonazzi    | FCF Juvisy          |
| 15  |  |  | Marinette Pichon    | FCF Juvisy          |
| 15  |  |  | Élodie Thomis       | Montpellier         |
| 14  |  |  | Marie-Laure Delie   | CNFE Clairefontaine |
| 13  |  |  | Élodie Ramos        | Montpellier         |
| 12  |  |  | Ingrid Boyeldieu    | Compiègne           |
| 12  |  |  | Pauline Crammer     | Hénin-Beaumont      |
| 11  |  |  | Virginie Couillard  | Condéen             |
| 11  |  |  | Amandine Henry      | CNFE Clairefontaine |
| 11  |  |  | Louisa Nécib        | Montpellier         |
| 10  |  |  | Virginie Faisandier | Montpellier         |